# Іван Хандошко
Іва́н Оста́пович Хандо́шко (рос. Иван Евстафьевич Хандошкин) — (1747—1804), український скрипаль-віртуоз, композитор та викладач. Основоположник російської скрипкової школи. За життя був популярною особою в широких колах російської спільноти.

## Біографія
Іван Хандошко був українцем. Батько Івана Остап Лук'янович Хандошко (Хандошко – родове прізвище) народився в селі Перевіз Миргородського полку й у 1730 році, родичем гетьмана Данила Апостола, прапорщиком Преображенського полку Павлом Івановичем Апостолом був привезений до Петербурга.[джерело?] Остап навчався гри на валторні у придворного валторніста Антона Шміта, пізніше служив у оркестрі графа Петра Шереметєва.

Обкладинка видання нот Івана Хандошка

Прізвище «Хандошко» або «Хандожко» досить поширене в Україні і в наш час. У XVII ст. так називали посполитих та козаків, які доглядали коней в маєткових господарствах та військових частинах, їх основним завданням було «хандоження» тобто чищення коней.
Феноменальні музичні здібності Івана Хандошка проявилися ще в ранньому дитинстві. З шести років Іван навчався мистецтва гри на скрипці у італійського скрипаля—віртуоза Тіто Порта, а з жовтня 1760 р. його офіційно зарахували учнем оркестру великого князя, згодом імператора Петра III. Після вбивства Петра III внаслідок палацового перевороту, здійсненого Катериною II, 1 липня 1762 р. Івана Хандошка зарахували скрипалем придворного театру, а з 15 березня 1764 р. він уже викладає гру на скрипці в Академії мистецтв.
Документальних свідчень про життя і творчість Івана Хандошка між 1764 і 1772 рр. немає. Але саме в цей період починається його інтенсивна виконавська і композиторська діяльність і саме в ці роки він створює свої знамениті сонати для скрипки, одна з яких, а саме соль-мінорна (як вважають деякі музикознавці) написана, «на смерть Мировича». Трагічна перша частина сонати, закінчується похоронним маршем, що дає підстави для висновку про певну зашифровану програмність цієї музики.
Виконавська майстерність Хандошка була всеохопна і бездоганна; як пишуть дослідники, він грав «і в покоях Катерини, і в палатах бояр, і на площах». За спогадами сучасників, його гра відзначалася неперевершеною технікою і водночас «ніхто не в силах був утриматися від сліз», коли він грав повільну ліричну або драматичну музику. Хандошко був блискучим імпровізатором і у відкритих для публіки концертах-змаганнях, в яких брали участь найкращі європейські скрипалі, Хандошко завжди ставав переможцем. Саме блискуча виконавська майстерність стала основою композиторської творчості Хандошка.
У 80-ті роки найвпливішим шанувальником музики і виконавської майстерності Хандошка стає князь Григорій Потьомкін (найближча в цей час до Катерини II людина). Саме на прохання Г. Потьомкіна були підписані укази про надання музикантові придворного чину мундшенка (виночерпія), патенту на звання капітана і призначення його директором щойно відкритої Катеринославської музичної академії. Призначення Хандошка до Катеринослава було пов'язане як з його музичним авторитетом, так і з українським походженням.
Після смерті Г. Потьомкіна (1739—1791) матеріальне становище Хандошка різко погіршується. Новий фаворит Катерини II Платон Зубов ставився до Хандошка недоброзичливо, а Джузеппе Сарті, який замінив Хандошка на посаді директора Катеринославської музичної академії, вважав його за небезпечного конкурента.
Намагаючись видавати свої твори (а видання нот коштувало надзвичайно дорого), Хандошко заборгував велику суму грошей і потрапив у серйозну матеріальну скруту. 18 березня 1804 року він помер від інфаркту «придя в кабинет за пенсионом».
Відспівали Івана Хандошка в Казанському соборі та поховали на Волковому цвинтарі.

## Творчість
Доля більшої частини творчої спадщини Хандошка невідома. Опублікована тільки незначна кількість його сонат і варіацій.
З композицій майстра, пов'язаних з українським фольклором, до нас дійшли лише: «Козачок з 21 варіацією для фортепіано solo», «12 варіацій ре мажор solo для скрипки на тему пісні «Вийшли в поле косарі» та «12 варіацій фа мажор для скрипки з акомпанементом баса на тему танцю «Козачок».
До недавнього часу питання про Івана Хандошка як про українського композитора взагалі не виникало, хоча ще у 1850 році відомий письменник Федір Коні зазначав: «Знаем ли мы что-нибудь о малороссийском художнике Гандошке, великом скрипаче, обворожившем двор Екатерины? А между тем Гандошка написал и напечатал до ста композиций для скрипки. Ныне эти творения археологическая редкость».(рос.)
Славетне ім'я українця з Полтавщини Івана Хандошка ми можемо з гордістю додати до цілого ряду великих імен українських митців, які жили і працювали в столиці Російської імперії у XVIII ст.: Дмитро Бортнянський, Максим Березовський, Марко Полторацький, Антон Лосенко, Тимофій, Осип та Єлизавета Білоградські, Іван Мартос, Дмитро Левицький, Тимофій Бубличенко, Володимир Боровиковський, Артемій Ведель, Микола Дилецький, Семен Пекалицький, Іван Домарацький, Василь Пашкевич, Степан Давидів, Степан Дегтяревський.
Сонату Івана Хандошка «На смерть Мировича» вперше після смерті автора виконав 9 вересня 2008 року в місті Торунь (Польща) сучасний український скрипаль Дмитро Ткаченко.

## Досягнення
Хандошко написав понад 100 творів для скрипки і три сонати. Твори його видавались у XVIII столітті І. Д. Герстенбергом, а пізніше Ф. Т. Стелловським.
Був першим викладачем гри на скрипці у Академії мистецтв.
Окрім скрипки грав на гітарі та балалайці.
Композитор Михайло Гольдштейн присвятив скрипалеві «Концерт Хандошка для скрипки з оркестром».

## Твори
- «Чуттєва арія» для альта соло
- Варіації на російські народні пісні
- Дует для скрипки та альта
- Соната для скрипки соло мі бемоль мажор, ор.3 № 2
- Соната для скрипки соло ре мажор, ор.3 № 3
- Соната для скрипки соло соль мінор, ор.3 № 1
- Концерт для альта і оркестру[2]